# Taylor Kemp
Taylor Kemp (Highlands Ranch, Colorado, Estados Unidos, 23 de julio de 1990) es un exfutbolista estadounidense. Jugaba en la posición de defensa y se retiró en 2018, siendo el D.C. United de la Major League Soccer su último equipo.

## Trayectoria
En 2013 fue seleccionado por el D.C. United en el SuperDraft de la MLS. Fue miembro de la selección estadounidense sub-18 y sub-23 en 2008.

## Clubes
| Club                      | País           | Año       |
| ------------------------- | -------------- | --------- |
| Real Colorado Foxes       | Estados Unidos | 2011-2012 |
| D.C. United               | Estados Unidos | 2013-2018 |
| Richmond Kickers (cedido) | Estados Unidos | 2013-2014 |